# Alerce
Allerce – rodzaj lasów waldiwijskich, występujący na glebach wilgotnych, często bagiennych. Głównym składnikiem zbiorowiska są wysokie (do 60 m) iglaste drzewa – ficroje cyprysowate (hisz. Allerce łac. Fitzroya cupressoides) – których wiek może sięgać 3400 lat. W Andach lasy allerce tworzą odrębne piętro roślinne, występujące powyżej lasów tique.